# ألكسندر سيلكيرك
ألكسندر سيلكريك أو سيلكريج (1676 - 13 ديسمبر 1721) (بالإنجليزية: Alexander Selkirk)، هو بحار اسكتلندي كانت قصته النموذج الأولي لقصة روبنسون كروزو، ولا يعرف تاريخ مولده لكنه على الأرجح كان لارغو في إقليم فايف الإسكتلندي وكان ابن اسكافي وركب البحر عام 1695 ورافق جماعة من القراصنة في المحيط الهادي عام 1703 وأصبح بعدها قائد سفينة لمطاردة القراصنة. ففي مايو 1703 انضم لدامبير في رحلة لمطاردة القراصنة في البحار الجنوبية، ثم ذهب مع سفينة سينكي بورتس كربان.
في سبتمبر 1704 وبعد خلاف مع الكابتن توماس سترادلينغ تم وضعه (حسب طلبه) في جزيرة غير مأهولة مع بعض احتياجاته الضرورية وهي ماس دي تييرا من جزر خوان فرنانديز (وهي التي سميت لاحقا عام 1966 جزيرة روبنسون كروزو وسميت الجزيرة المقابلة لها أليخاندرو سيلكيرك) وهي على بعد 650 كم تقريبا غرب ساحل تشيلي وقبل أن تذهب السفينة ترجى أن يعيدوه لكنهم رفضوا طلبه وبقي هناك وحيدا لأربع سنوات وأربع شهور حتى فبراير 1709 حيث تم اكتشافه وأخذه على متن سفينة إنكليزية يقودها وودز روجرز قائد سفينة ديوك وكان ربانها وليام دامبير الذي جعله زميله وبعدها أعطاه قيادة إحدى سفنه وهي إنكريز في 29 مارس من تلك السنة ووصلوا على إنكلترا في أكتوبر 1711، وعاد إلى لارغو في السنة التالية، وكتاب روجرز «رحلة بحرية حول العالم» تضمنت حياة سلكيرك وطبعت في السنة التالية ورواها كذلك كاتب المقالات ريتشارد ستيل في صحيفة الإنكليزي يوم 3 ديسمبر 1713 وبنى عليها دانييل ديفو القصة التي أخذت شهرة عالمية، أما عن سلكيرك فعاد للبحر عام 1717 فكان مساعد الكابتن في سفينة إنكليزية تدعى وايموث ومات في البحر يوم 12 ديسمبر 1721

## حياته
كان الكسندر سلكريك الابن السابع لصانع أحذية، وكانت ولادته في لارجو وهي قرية اسكتلندية تقع على شاطئ البحر في مقاطعة فيف، ويوجد بها الآن تمثال أقيم تخليدا لذكراه. كان سلكريك قد غادر القرية على ظهر إحدى السفن وهو في التاسعة عشرة من عمره هربا من بعض المشاكل الشخصية، ولكنه عاد إلى قريته بعد 6 سنوات، ولم يلبث أن اختلف مع أشقائه وغادر البيت للمرة الثانية، ثم أبحر من القرية في عام 1703.

## العزلة

### ماس تييرا

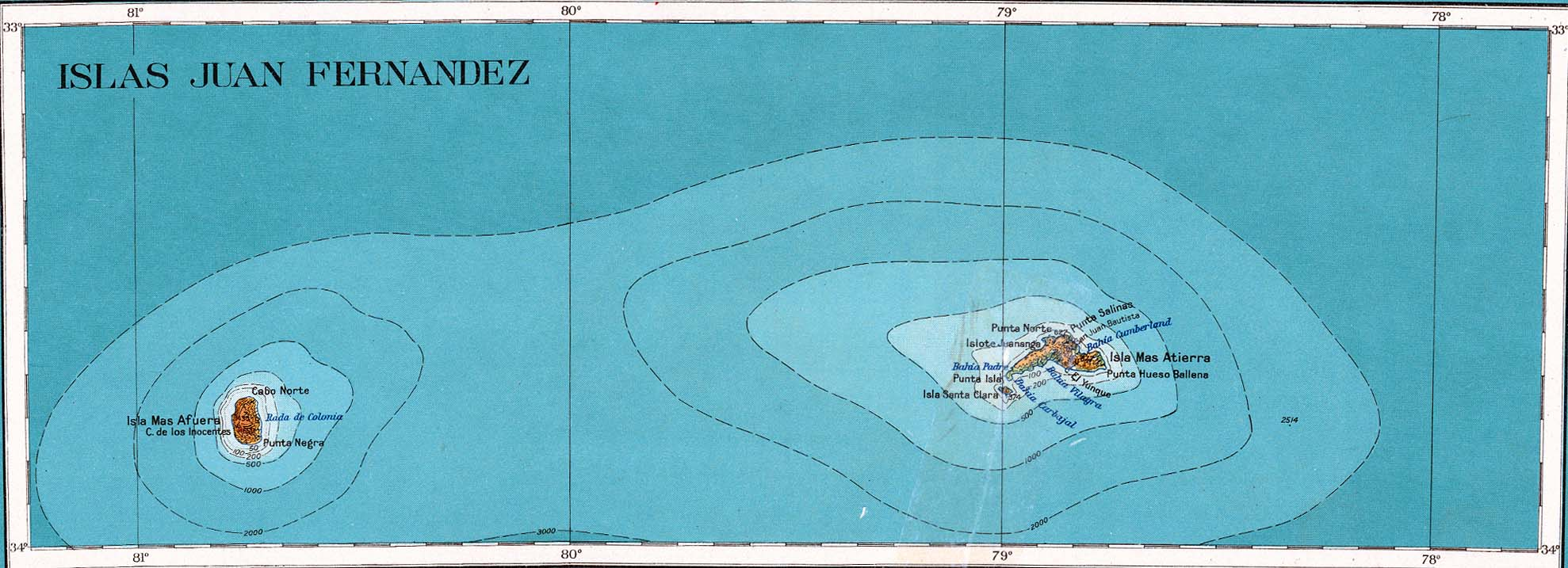
جزر خوان فيرنانديز حيث علق سيلكيرك

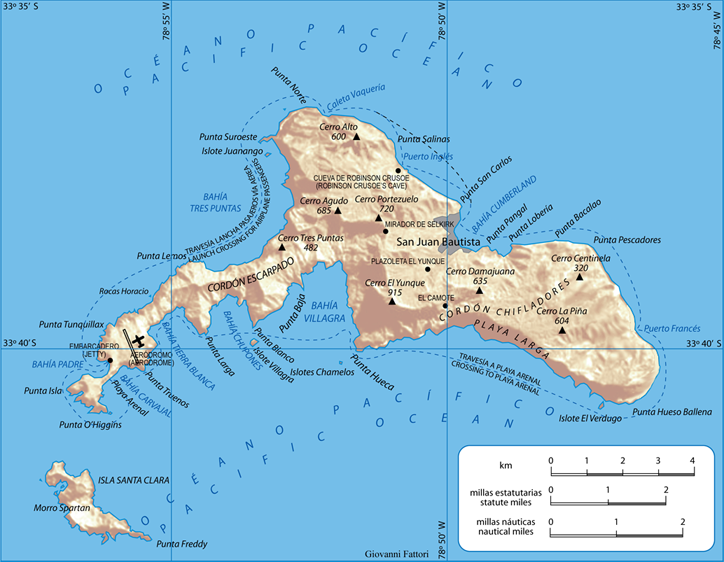
خريطة جزر خوان فرنانديز، حيث عاش سيلكيرك حياة المنبوذ

تعتبر «ماس تييرا» إحدى جزر أرخبيل «جزر خوان فرنانديز» – المسماة على الملاّح الإسباني الذي اكتشفها عام 1574 – وتبلغ مساحة هذه الجزيرة الصخرية كثيفة الأشجار 19 كم طولا و7.5 كم في أقصى عرض لها، وهي تقع في المحيط الهادئ الأوسط على بعد 560 كم أمام «فلباريزو» الميناء الرئيس في تشيلي. وترتفع أعلى قمم ماساتييرا، وهي القمة المسماة اليونكي، نحو 900 متر.
في سبتمبر عام 1704 كان سلكريك رئيسا للبحارة في إحدى السفن الحربية التي وصلت إلى خوان فرنانديز لتتزود بالمياه. وهناك نشب خلاف شديد بينه وبين قبطان السفينة، وفي نوبة غضب اتخذ سلكريك قرارا سرعان ما ندم عليه، وهو أن يتخلف عن السفينة ويبقى فوق اليابسة، وعلى ذلك أبحرت السفينة التي كان يعمل على ظهرها، وتركته فوق جزيرة ماس تيرا التي سبق أن لجأ إليها بعض البحارة المتمردين. والواقع أن سلكريك كان دائب التفكير على الظهور إحدى السفن الإنجليزية التي يستطيع أن يبحر عليها، وكان تفكيره يتركز على السفينة سان جورح التي يقودها القبطان دامبير ولكن انتظاره ضاع سدى.
كان كل متاعه عبارة عن الحقيبة المعتادة للبحارة (المحلة) وبعض الملابس والبطاطين، وبندقية ورطل من البارود وكيس من الطلقات، مع قداحة من حجر الصوان، وقليل من التبغ، وبلطة صغيرة وسكين، وبراد لغلي الماء، وبعض الأدوات الحاسبة، هذا علاوة على الإنجيل وكتاب أناشيد. وبالرغم من وجود هذه المكتبة الصغيرة معه، فإن سلكريك أوشك أن ينسى لغته الأصلية بعد أن قضى أربع سنوات وأربعة أشهر في عزلة تامة عن بني البشر. كان قد نسي معاني الكلمات، أو أنها لم تكن تخطر على ذهنه، لدرجة أنه عندما حاول أن يروي قصته بعد إنقاذه، كان من الصعب على مستمعيه أن يفهموها. وفي هذا الصدد يقول القبطان روجرز: «كنا نجد صعوبة في فهم ما يريد أن يقوله لنا. كان يخيل إلينا أنه لم يكن يستطيع أن ينطق سوى نصف الكلمات».

### الحياة في الجزيرة

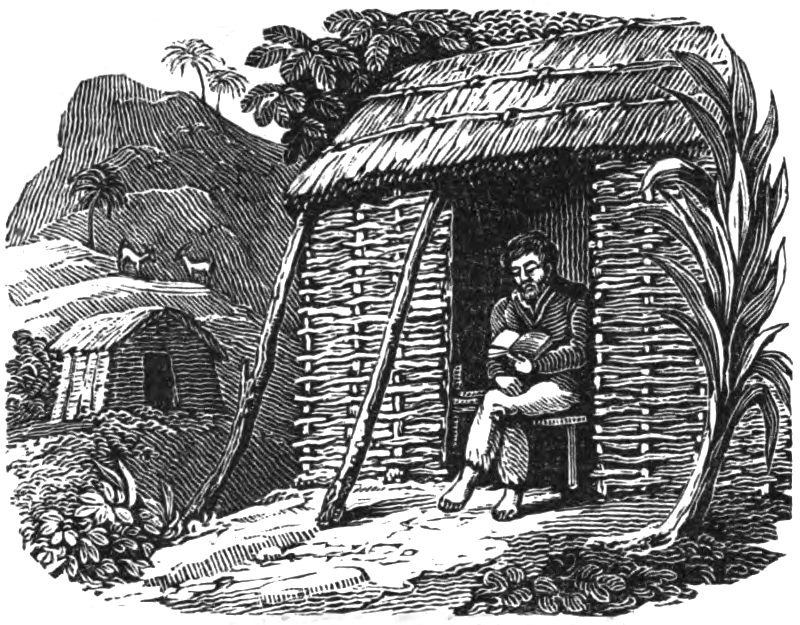
سيلكيرك يقرأ الكتاب المقدس في أحد الكوخين الذان بناهما على سفح الجبل

خلال الثمانية شهور الأولى لإقامة سلكريك في الجزيرة، كانت حياته نهبا للحزن والقلق، لدرجة أنه كان يجد صعوبة في التغلب على الرغبة التي كانت تحدوه لإلحاق الأذى بنفسه.
ويوما بعد يوم، كان يذهب للجلوس على الشاطئ وعيناه مثبتتان على الأفق إلى أن تغشاهما غشاوة. وكم من ليلة أمضاها يرتعد فزعا من أصوات الوحوش البحرية على الشاطئ، ولم تكن أضواء الفجر الأولى التي كانت تطرد دياجير الظلام عن أجواء سجنه الكبير، الا لتزيده إحساسأ أشد إيلاما بوحدته، وبالمأزق الحرج الذي وجد نفسه فيه. كان يقضى وقته هائما على وجهه في أنحاء الجزيرة يرهف السمع لأقل صوت، ويطيل النظر إلى أي بريق وهو يبكى أو يخاطب نفسه. غير أنه بمرور الوقت استطاع سلكريك أن يستعيد بعض شجاعته.
كانت السلاحف تمده بالغذاء الوفير لدرجة أنه أصبح يعافها. وفي الوقت نفسه قام بإنشاء كوخين غطاهما بالأعشاب وفرش أرضيتهما بجلود الماعز، وكان يعد طعامه في أحدهما، وفي الآخر كان ينام ويقرأ ويصلي وينشد الأناشيد. وكما ذكر هو بنفسه فيما بعد، فقد أصبح في تلك الفترة أكثر تدينأ مما كان عليه في أي وقت مضى.
وعندما كان يرغب في التدفئة أو الإنارة، وأحيانأ لمجرد الترويح عن نفسه، كان يوقد النار مستخدما خشب أشجار الفلفل ذا الرائحة الجميلة. ولكن كانت هناك أشياء تنقصه، فلم يكن معه دقيق ولا ملح ولا أدوية ولا حبر ولا ورق، وبالطبع لم يكن معه مشروب الروم المحبب لديه. أما الغذاء فكان يتكون عادة من الجمبري ولحوم الماعز وجذور النباتات وبعض البرقوق البرى الذي كان يجد بعض الصعوبة في جمعه من فوق مرتفعات الجزيرة. وبالنسبة للصحبة، فعلاوة على الماعز التي نجح في ترويضها، لم يكن هناك سوى كلب البحر الذي كان يخرج إلى الشاطئ في شهر نوفمبر من كل عام لتربية صغاره، وكان صراخها من الحدة بحيث كان يسمع على مساقة كيلومترين داخل الجزيرة. وهكذا كانت تمضي أيام سلكريك.
وعندما كان مخزونه من المؤن ينقد كان يضطر لاصطياد فرائسه بيديه، وهكذا تمرن على الجرى حافي القدمين بسرعة كانت كافية للحاق بها، حتى يلغ مجموع ما اصطاده من الماعز أكثر من 500 رأس.
وعندما تهلهلت ثيابه قام سلكريك بصنع سروالين من الجلد، وخاط قمصانا، مستخدما قطع النسيج التي كان يحتفظ يها، ومستعملا في خياطتها مسمارا، ويعض الأربطة المفصلية التي استخرجها من أجسام الماعز. ولما بليت السكين التي كانت معه، قام بصنع بعض القواطع، مستخدما الأحزمة المعدنية الخاصة بالبراميل، فكان يطرقها بقصد ترقيقها ثم يشحذها فوق الصخور.
أما ألد أعدائه فكانت الفئران التي تهاجمه، فتعض أقدامه وتقرض ملابسه، وقد استمرت هذه المضايقة إلى أن تمكن من اقتناص بعض القطط التي كانت بعض السفن قد تركتها على الشاطئ، وقام بتربيتها حتى بلغ ما توالد منها عدة مئات، فكان ذلك كفيلا بالقضاء علي الفئران.

## انقاذه

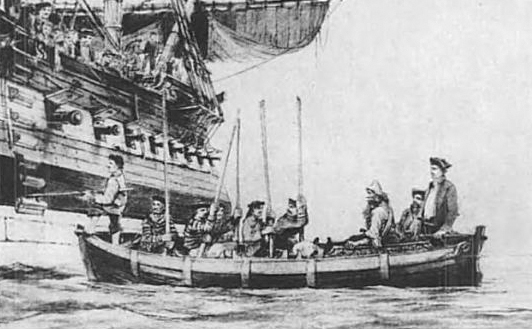
إنقاذ سيلكيرك، يجلس على اليمين، على متن ديوك.

في يوم 31 يناير 1709 وصل القبطان وودز روجرز قبطان الباخرة الكرسيكية «ديوك» إلى مرمى البصر من جوان فرنانديز. وما أن حل المساء حتى شوهدت اشارات ضوئية صادرة من شاطئ ماس تييرا، وكان أول ما تطرق إلى الذهن أنها قد تكون صادرة من إحدى السفن الفرنسية التي يحتمل أن تكون راسية هناك. غير أن الحقيقة، أن تلك الإشارات كانت عبارة عن إشارات استغاثة صادرة من البحار الكسندر سلكريك. كان الرجل يغطى جسمه بجلد الماعز، وإن كان مظهره العام أكثر توحشأ من منظر الماعز التي كان يرتدي جلودها.
وصل إلى انجلترا في شهر أكتوبر 1711 سليما، ولكنه كان منهوك القوى. وسرعان ما استعادت قدما الناسك لياقتهما للبس الأحذية، ولسانه قدرته على النطق السليم بالإنجليزية. وفي العام التالى نشر القبطان وودز روجرز كتابه «رحلة حول العالم»، الذي كان سببا في ذيوع شهرة سلكريك، كا قام الصحفي ريتشارد ستيل بأخذ حديث منه، وكتب عنه مقالا.

## كتابات تضمنت حياة سيلكيرك

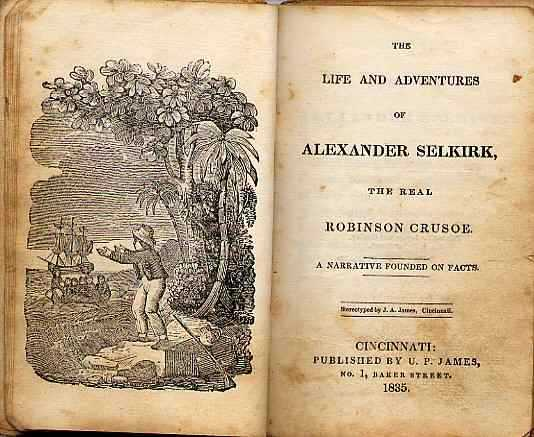
كتاب مستوحى من حياة سيلكيرك

لأول مرة تظهر شخضية واقعية لما كان يحاول تخيله مؤلفو قصص المغامرات البحرية.
- وودز روجرز – رحلات بحرية حول العالم (1712).
- إدوارد كوك – رحلات في البحار الجنوبية وحول العالم (1712).
- كذلك كتب سلكيرك عن مغامراته في كتاب العناية الإلهية تظهر، أو السيرة المفاجئة لألكساندر سيلكيرك، وكان قد تكلم عن المناخ الاستوائي ومواجهاته مع أكلة لحوم البشر لكن هذا يتوافق أكثر مع جزر الهند الغربية أكثر جزر خوان فرنانديز، وعندما كتب ديفو قصته جعلها تدور في جزيرة معزولة في الكاريبي.

## روابط خارجية
- ألكسندر سيلكيرك على موقع الموسوعة البريطانية (الإنجليزية)